# Cypselurus hiraii
Cypselurus hiraii is een straalvinnige vissensoort uit de familie van vliegende vissen (Exocoetidae). De wetenschappelijke naam van de soort is voor het eerst geldig gepubliceerd in 1953 door Abe.